# Super-app
Una super-app (scritta anche come super app o superapp) è un'applicazione mobile o web in grado di fornire molteplici servizi tra cui l'elaborazione di pagamenti e transazioni finanziarie, diventando di fatto una piattaforma on-line di commercio e comunicazione onnicomprensiva che abbraccia molti aspetti di vita personale e commerciale. Esempi notevoli di super-app includono WeChat di Tencent in Cina e Grab nel sud-est asiatico.

## Storia
Il termine super-app è stato utilizzato per la prima volta per descrivere WeChat, un'applicazione utilizzata da 1,2 miliardi di persone, principalmente in Cina. Il riconoscimento di WeChat come super-app deriva dalla sua combinazione di messaggistica, commercio elettronico e molto altro all'interno di un'unica applicazione, rendendola indispensabile per molti utenti. L'istituzione del modello di super-app da parte di WeChat ha portato aziende come Meta (ex Facebook) nel creare applicazioni simili al di fuori della Cina.
In India, Tata Group ha annunciato che sta attualmente sviluppando una super-app chiamata TataNeu. Le principali aziende indiane come Paytm, PhonePe e ITC Maars hanno anche app in fase di sviluppo che potrebbero costituire super-app.
Nel sud-est asiatico, Grab e Gojek rivendicano la classificazione di super-app nonostante manchino di molte delle funzionalità offerte da WeChat. Di conseguenza, anche aziende in fase di crescita come Shopee, Traveloka e AirAsia hanno ampliato la gamma di servizi offerti dalle rispettive applicazioni.

## Esempi di super-app

### Alipay
Alipay è una piattaforma di pagamento mobile e online di terze parti fondata a Hangzhou, in Cina, nel febbraio 2004 da Alibaba Group e dal suo fondatore Jack Ma. Alipay è sinonimo della sua associazione con Ant Group, una società affiliata del gruppo cinese Alibaba .

### Grab
Grab è una società tecnologica del sud-est asiatico con sede a Singapore e Indonesia. Fondata nel 2012 a Kuala Lumpur, in Malesia, si è espansa l'anno successivo come GrabTaxi, prima di trasferire la sua sede a Singapore nel 2014 e rinominata ufficialmente Grab. Oltre ai servizi di trasporto, l'app dell'azienda offre anche servizi di consegna di cibo e pagamenti digitali.

### Gojek
Gojek è una piattaforma multiservizi on-demand indonesiana e un gruppo di tecnologia di pagamento digitale con sede a Giacarta. Fondata per la prima volta in Indonesia nel 2010 come call center per connettere i consumatori ai servizi di consegna tramite corriere e servizi di trasporto su due ruote, Gojek ha successivamente lanciato la sua app mobile nel 2015 con quattro servizi: GoRide, GoSend, GoShop e GoFood. Da allora Gojek ha ampliato l'accesso a più di 20 servizi da offrire agli utenti.

### WeChat
WeChat è un'app multiuso cinese di messaggistica istantanea, social media e pagamento. Rilasciata per la prima volta nel 2011, è diventata la più grande app stand-alone del mondo nel 2018, con oltre 1 miliardo di utenti attivi mensili. WeChat fornisce messaggi di testo, messaggi vocali, messaggi di trasmissione (uno a molti), videoconferenze, videogiochi, condivisione di fotografie e video e condivisione della posizione.

## Critica
Sebbene le app che si adattano alla classificazione delle super-app possano offrire agli utenti una più ampia varietà di servizi rispetto alle alternative monouso, le autorità di regolamentazione di internet in paesi come gli Stati Uniti e in Europa sono preoccupate per il potere del settore tecnologico e sono diventate più critiche nei confronti delle aziende che sviluppano tali app. In Cina, a WeChat e ad altre aziende locali è stato ordinato di aprire le loro piattaforme ai rivali dalle autorità di regolamentazione locali.
Ci sono anche rapporti che suggeriscono che potrebbe essere difficile replicare il modello di super-app di WeChat. Ciò deriva in parte dal picco dei tassi di penetrazione degli smartphone in molte regioni del mondo, che ha portato ad app store sovraffollati e restrizioni più severe sulla pubblicità mirata poiché le autorità di regolamentazione affermano un maggiore controllo sulle società. Da un punto di vista tecnico, le app monouso sono relativamente più veloci, più reattive e più facili da navigare rispetto alle super-app, il che aiuta a migliorare l'esperienza utente complessiva. È inoltre più probabile che le super-app memorizzino quantità maggiori di dati personali per facilitare la fornitura dei loro servizi e gli utenti corrono un rischio maggiore di diventare vittime di gravi violazioni dei dati.